# Bohechío
Bohechío fue uno de los cinco caciques y el más anciano jefe taíno de La Española que gobernaba el cacicazgo Jaragua en la zona sur de lo que actualmente ocupa Haití. Hermano de la princesa Anacaona, quien tras la muerte de este cerca de 1502, se convirtió en reina y cacica de Jaragua.  
Bohechío ayudó a su cuñado Caonabo a atacar el fuerte La Navidad que había instaurado el navegante y conquistador Cristóbal Colón en el vecino territorio del cacicazgo Marién, el cual estaba gobernado por el cacique Guacanagarix. Tuvo un trato afable con Bartolomé Colón y durante su reinado aconteció la rebelión de Roldán hacia 1496.
El cacicazgo gobernado por Bohechío era avanzado en términos culturales.